# Tchao Wej-lung
Tchao Wej-lung (čínsky pchin-jinem Táo Wéilóng, znaky 陶维龙; * Che-fej, Čínská lidová republika) je čínský operní pěvec. Je držitelem Ceny Thálie v oboru opera za rok 2008.  

## Život
Narodil se v čínském městečku Che-fej nedaleko Šanghaje. Vystudoval zpěv na Šanghajské hudební konzervatoři a následně pokračoval ve studiu na Univerzitě v Los Angeles a v Juilliardově škole v operním centru v New Yorku. Když získal studijní stipendium na Hudebním festivalu v Aspenu, studoval i na Hudební akademii v kalifornské Santa Barbaře.
Poté, když se v roce 1992 stal členem mezinárodního operního studia v Curychu, začal od té doby vystupovat ve světových operních domech ve Finsku, Itálii, Japonsku, Kanadě, Německu, Nizozemsku, Rakousku, Řecku, Singapuru, Spojeném království a USA. Kromě toho, že v únoru 2008 přijel zpátky do Šanghaje, kde měl svůj první čínský debut v titulní roli v Otellovi, vystoupil i v roce 2008 poprvé v milánské La Scale a také v České republice, a to v Severočeském divadle opery a baletu v Ústí nad Labem v Hoffmannových povídkách. Od roku 2009 si zahrál v Jihočeským divadlem v Českých Budějovicích v titulní roli v Otellovi a od roku 2010 v Národním divadle moravskoslezském v Ostravě v roli Důstojníka v opeře Cardillac.
Obdržel řadu cen, například je laureátem mezinárodní pěvecké soutěže v Palm Springs, Los Angeles Opera Buffs a finalistou Metropolitan National Auditons New York. Za rok 2008 obdržel cenu Thálie v oboru opera za ztvárnění role Hoffmanna v opeře Hoffmannovy povídky v Severočeském divadle opery a baletu v Ústí nad Labem.